# Infortrend
Infortrend Technology, Inc. (Chinese: 普安科技, Pǔān Kējì) —  тайваньская компания по производству DAS, NAS и SAN систем хранения данных c поддержкой сторонних дисков SAS SSD/HDD, SATA SSD/HDD и Nearline-SAS. Штаб-квартира находится в городе Новый Тайбэй, Тайвань. Дополнительные офисы находятся в Токио, Саннивейл (Калифорния), Пекин, Мюнхен, и Бейзингстоук .
В марте 2019 года компания была включена Изданием CIO Applications Europe в Топ-10 провайдеров облачных решений-2019.

## Продукция
В данный момент среди основных продуктов, выпускаемых компанией Infortrend Technology Inc:
- Унифицированные флэш-массивы
- NAS и SAN в одном СХД с поддержкой SSD/HDD дисков и с двумя активными контроллерами: Семейство EonStor GS
- NAS и SAN в одном СХД с поддержкой Nearline-SAS, SSD/HDD дисков и с одним контроллером: Семейство EonStor GSe
- Стоечные и настольные NAS и SAN в одном СХД с поддержкой SATA дисков
- Гибридные SAN/DAS СХД с двумя активными контроллерами: Семейство EonStor DS
- Серверное хранилище: EonServ
- JBOD
- ПО: EonOne и SANWatch

## Конкуренты
- HPE
- NetApp
- Dell EMC
- IBM
- Hitachi
- Huawei
- Lenovo
- DDN
- Fujitsu
- Quantum
- Oracle